# Natură și aventură
Natură și aventură este una din emisiunile premium ale televiziunii publice. Este realizată de către jurnaliștii de la studioul TVR Cluj și poate fi urmărită pe TVR 2, TVR 3, TVR Internațional și TVR HD. Doi dintre cei mai valoroși realizatori de reportaje și documentare din România realizează sezoanele acestei producții: Dan Mihai Păvăloiu și Dan Curean.
Dan Mihai Păvăloiu călătorește fie singur, fie însoțit de oameni care împărtășesc aceeași pasiune comună pentru natură. Se pledează pentru depășirea clișeelor de genul drumețiilor pe Valea Prahovei, se face promovarea locurilor cu potențial turistic de la noi din țară și se face educație ecologică.
Având ca sursă de inspirație producții de notorietate difuzate pe posturile National Geographic și Discovery, Natură și aventură presupune mijloace tehnice complexe și folosirea unor echipamente speciale, multă muncă pe teren dar și multe ore de montaj, și nu în ultimul rând, o echipă antrenată pentru situații neprevăzute.